# Merther
Merther är en by i civil parish St. Michael Penkevil, i distriktet Cornwall, i grevskapet Cornwall i England. Byn är belägen 4 km från Truro. Merther var en civil parish fram till 1934 när blev den en del av St Michael Penkevil. Civil parish hade 150 invånare år 1931.